# Гронсек
Гронсек (угор. Garamszeg, нім. Granseck) — населений пункт в Банськобистрицькому окрузі Банськобистрицького краю Словаччини.

## Географія
Протікає Бадінський потік.

## Населення
| Рік:            | 1994. | 2004.    | 2014.   | 2024.   |
| --------------- | ----- | -------- | ------- | ------- |
| Кількість осіб: | 532   | 606      | 661     | 662     |
| Різниця:        |       | +13,90 % | +9,07 % | +0,15 % |

| Рік:            | 2023. | 2024.   |
| --------------- | ----- | ------- |
| Кількість осіб: | 655   | 662     |
| Різниця:        |       | +1,06 % |